# Firestorm (Film)
Firestorm ist ein US-amerikanischer Spielfilm-Porno des Regisseurs Cecil Howard aus dem Jahr 1984. Der Film wurde 1984 mit
dem AFAA Award der Adult Film Association of America für die "Best Sex Scene" ausgezeichnet und zählt zu den Klassikern der Pornogeschichte.

## Handlung
Elise Paul verführt den Autor Ken Cushing dazu von der reichen Matriarchin Magda Balcourt angeheuert zu werden, um als Ghostwriter ihre Autobiografie zu schreiben. Später besucht Ken eine Bar, in der seine ehemalige Freundin Liza als Stripperin arbeitet. Liza  bringt sich selbst und Ken irgendwie mit der blinden Tochter Claire der Familie in Verbindung. Claire wurde blind an ihrem 16. Geburtstag, als ihre Mutter sie vor ihrem Freund Louis „rettet“, indem sie selbst mit ihm Sex hat. Unterdessen plant Lee Balcourts Sekretärin und Geliebte, Barbara, Lees Unternehmensbuch zu stehlen. Am Ende gesteht Magda, dass sie Ken für mehr als Schreiben will.

## Auszeichnungen
- 1984: Adult Film Association of America Award - Best Sex Scene
- 1985: AVN Award - Best Supporting Actor - Film (John Leslie)
- 1985: Nominiert für den XRCO Award als Best Film

## Fortsetzungen
- Im Jahr 1987 drehte der Regisseur die Fortsetzung Firestorm 2, welche die Handlung zwei Jahre später beschreibt. Der zweite Teil gewann 1988 die folgenden Auszeichnungen: AVN Award - Best Actor - Film (John Leslie), Best Cinematography, Best Supporting Actor - Film (Michael Gaunt), Best Supporting Actress - Film (Tish Ambrose).